# Rafael Miguel
Rafael Henrique Miguel (* 9. Juli 1996 in São Paulo; † 9. Juni 2019 ebenda) war ein brasilianischer Schauspieler.

## Leben und Wirken
Rafael Miguel war der Sohn von João Alcisio und Miriam Selma Miguel und hatte zwei Schwestern. 
Bekannt wurde er 2006 durch einen Werbespot. In diesem spielte er ein Kind in einem Laden, das seine Mutter um Broccoli bat. Später folgten zahlreiche Auftritte in Serien und TV-Filmen des brasilianischen Fernsehens, er wurde dadurch vor allem bei jungen Leuten bekannt. Vor seiner Ermordung war er zuletzt für die geplante Serie Patinho Feio fest eingeplant.
Rafael Miguel und seine Eltern wurden am 9. Juni 2019 ermordet und am 10. Juni 2019 auf dem Cemitério Campo Grande im Süden São Paulos beigesetzt.

## Ermordung
Rafaels achtzehnjährige Freundin Isabela Tibcherani, mit der er etwa eineinhalb Jahren eine Beziehung geführt hatte, litt an Depressionen und war von ihm schwanger. Der Vater seiner Freundin, der Kaufmann Paulo Cupertino Matias, vereinbarte ein Treffen mit Rafael und seinen Eltern, um die Zukunft der Beziehung zu besprechen.  
Am 9. Juni 2019 wurde Rafael zusammen mit seinen Eltern vor dem Haus der Eltern seiner Freundin im Stadtteil Pedreira (São Paulo) erschossen; mutmaßlich von Paulo Matias. Insgesamt fielen dreizehn Schüsse. Sieben davon trafen Rafael, vier seinen Vater und zwei seine Mutter. Paulo Matias flüchtete nach dem Mord. 
Der Mordfall löste in ganz Brasilien Entsetzen aus, vor allem auch bei den Fans der Serien und Telenovelas. Zahlreiche brasilianische Prominente äußerten sich zum Mord an dem Schauspieler.

## Filmografie
- 2006: Werbespot für Broccoli (Firma Sustagen, Brasilien)
- 2006: Cristal(Fernsehserie)
- 2006: JK (Fernsehserie)
- 2007: Meu mundo em perigo (Fernsehfilm)
- 2008: O natal do menino Imperador (Fernsehfilm)
- 2008: O casos e acasos (Fernsehserie, eine Folge)
- 2006–2007: Pe na Jaca (Fernsehserie)
- 2009–2010: Cama de Gato (Fernsehserie)
- 2013–2015: Chiquititas (Fernsehserie)
- 2017: Eu fico loco (Internetfilm, ungenannt)